# セイケイ
セイケイ（青鶏、英: Purple Swamphen、学名: Porphyrio porphyrio）は、ツル目クイナ科に分類される鳥類の一種。
地方・亜種によって様々な呼ばれ方があり、African Purple Swamphen、Purple Moorhen、 Purple Gallinule、Purple Coot、フランス語の talève sultane という名前から、Sultana Bird としても知られる。また、ニュージーランドでは亜種 P. p. melanotus を、マオリ語である Pūkeko （プケコ）と呼んでいる。学名の porphyrio は紫という意味。

## 分類と形態
セイケイは分類学者によるが、主に羽の色彩の違いから、6-数亜種に分けられる。代表的な亜種は、
- P. p. porphyrio - ヨーロッパ
- P. p. madagascariensis - アフリカ
- P. p. poliocephalus - 熱帯アジア
- P. p. melanotus - オーストラリア、ニュージーランド
- P. p. indicus - インドネシア
- P. p. pulverulentis - フィリピン

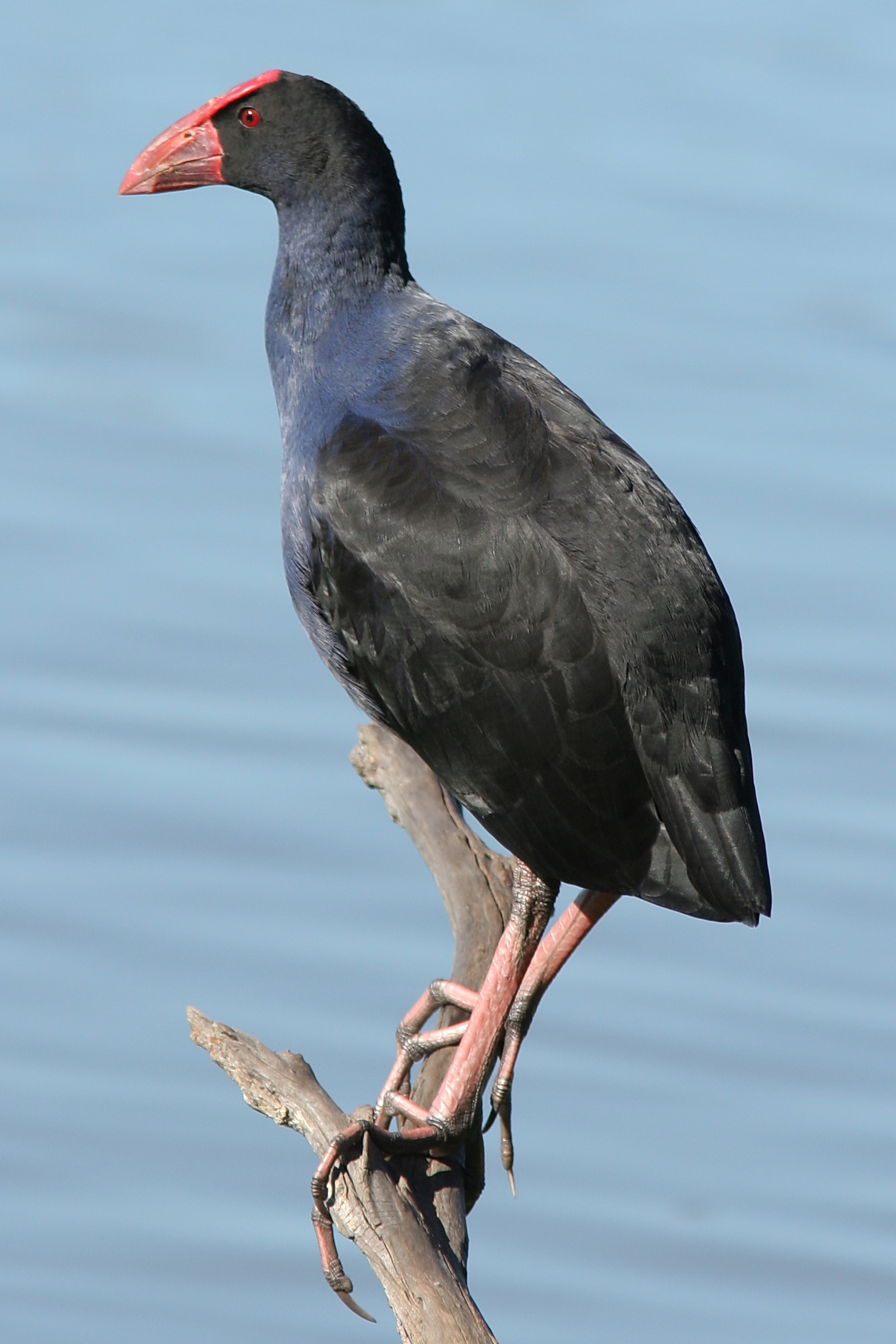
P. p. melanotus、クイーンズランド州ガトン

ヨーロッパの亜種は全身が青紫色、アフリカと南アジアの亜種は背面が緑色、オーストラリアとインドネシアの亜種は背面と頭部が黒色。フィリピン亜種は背面が茶色がかった淡い青色である。下尾筒は白色。脚は大きく、鮮やかな羽毛で、赤いくちばしと頭部の前面を覆う額板を持つ。体長は約50cm。
一部の分類学者は亜種を、全て種として分類することがある。例えば P. p. madagascariensis は African Purple Swamphen (P. madagascariensis) として分類されることがある。2015年の研究では系統分析によりこれらの亜種が実際には独立した種であるとされるようになった。
セイケイは絶滅した ロードハウセイケイ とニュージーランドの二種のタカヘを含むいくつかの島の種の祖先になっていると考えられる。ただし、ニュージーランドにもオーストラリアと同じ亜種であるP. p. melanotusが生息する。ニュージーランドではマオリ語でPūkekoと呼ばれる。人間の到着後にタカヘの個体数が絶滅に近い状態まで減ったため、Pūkekoの分布域は拡大していると考えられる。

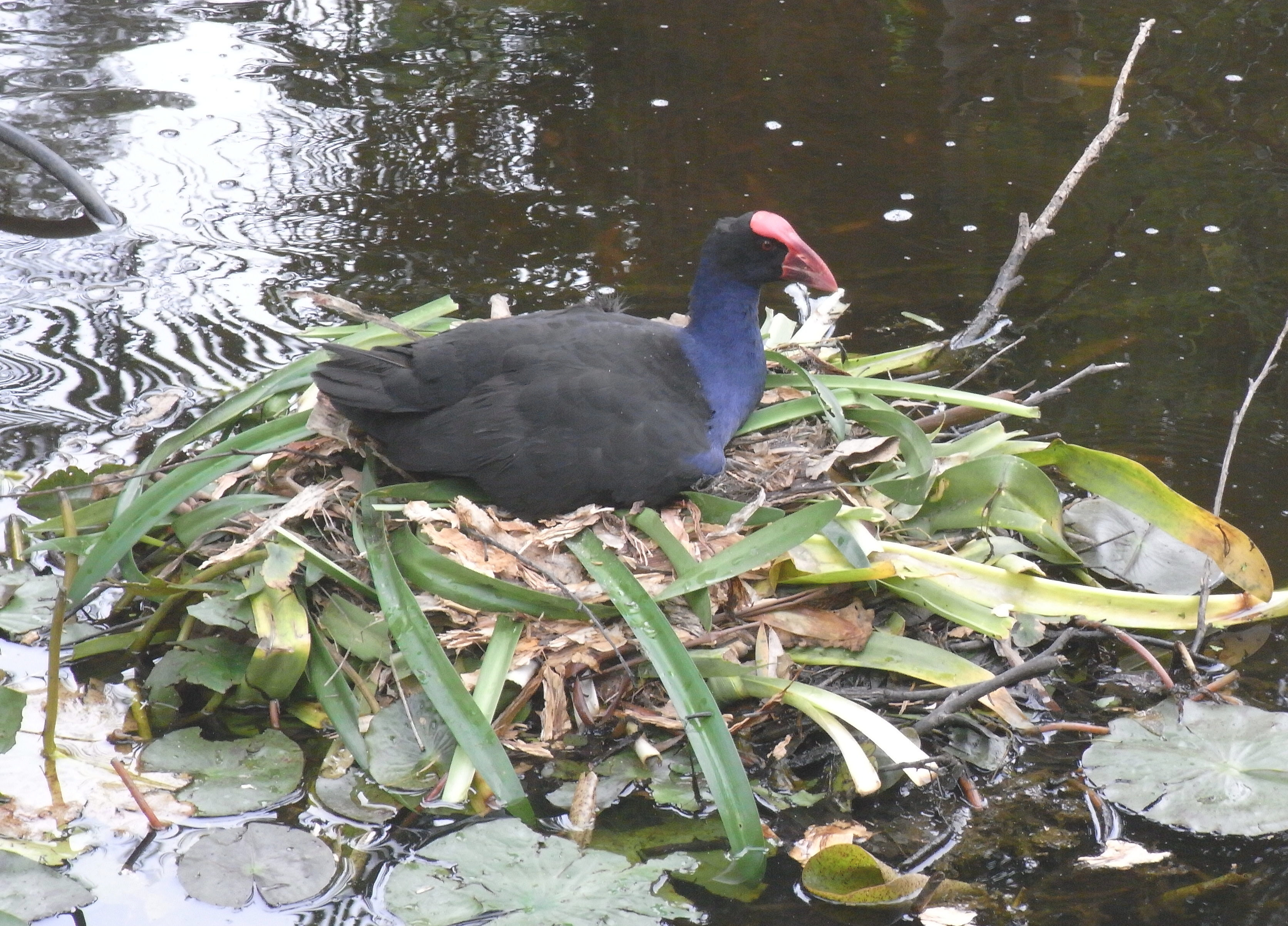
セイケイ (P. p. melanotus)の営巣

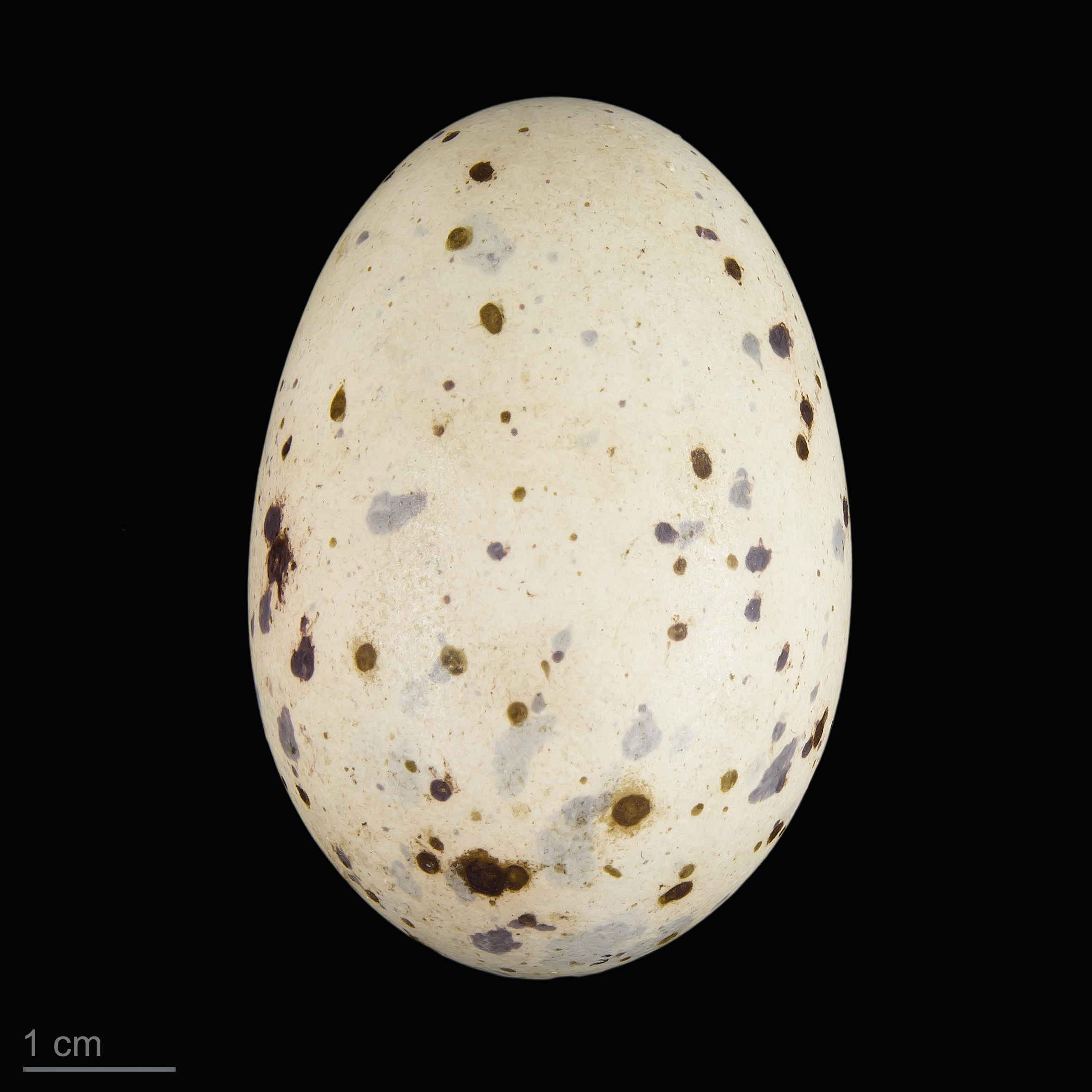
Porphyrio porphyrio

## 繁殖
オスはくちばしに水草をくわえ、大きな鳴き声をだしながら、メスへお辞儀をするという求愛ディスプレイをする。
つがいは、池や沼のヨシなどの茂みに、ヨシや水草、ゴミなどを織り交ぜて作った浮巣を作る。複数のメスが一つの巣の中に産卵し、抱卵を交代で行う。それぞれのメスは、赤褐色の斑点のある、赤みがかった黄褐色から淡黄色の卵を3-6個産卵する。一つの巣には最大12個産卵される。抱卵期間は約24日である。

## 生態及び行動

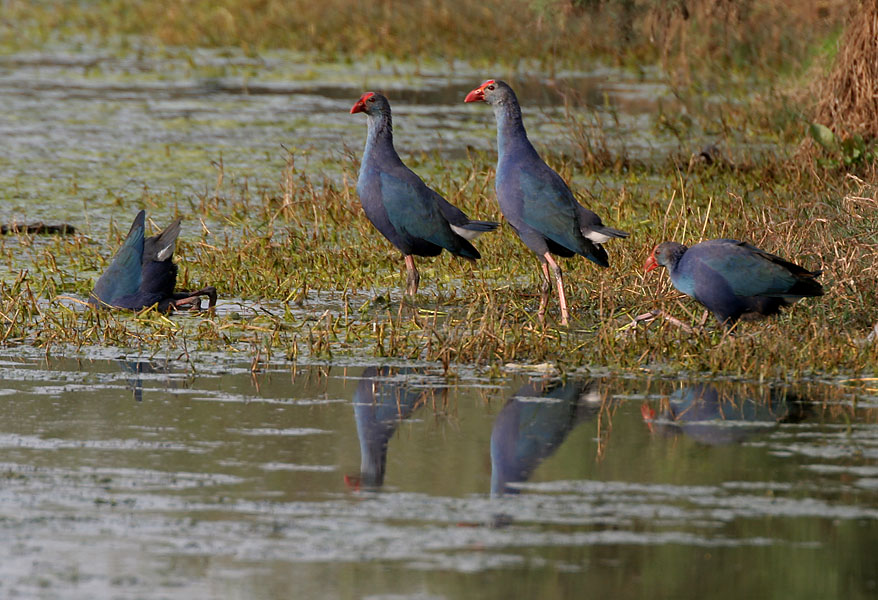
集団採餌（インドのハリヤーナー州ファリーダーバードHodalにて）

セイケイは湿潤な地方の、沼や池、湖の岸辺、牧草地などを好む。ペアかもしくは集団で行動し、雑食性で、水草やヨシなどの柔らかい芽を食べるほか、鳥の卵や小ガモ、小魚、カタツムリのような無脊椎動物を食べることもある。地上の餌をついばむだけではなく、口へ餌を運ぶために脚を使うこともある。
人慣れしている地域もあり、都市近郊や住宅街の池のある公園などでも容易に観ることができる。
セイケイの鳴き声は非常にやかましく、金切り声のような鳴き声をあげる。特に繁殖期に、この特徴的な声を聞くことができる。飛翔はそれほど上手くないが、長距離を飛ぶことができる。また、水かきを持たないにもかかわらず、泳ぐのは上手い。

## 人との関わり

### ローマ時代
ガイウス・プリニウス・セクンドゥスなどによると、古代ローマ人はセイケイを鑑賞鳥として別荘などで飼育していた。また、高貴な鳥であるとして、古代ローマ人が食べなかった数種の鳥類のうちの一種である。

### かご抜け、移入種
セイケイはイギリスなどでかご抜け鳥として時折記録されることがある。アメリカ合衆国のフロリダ州では移入された個体群があり、州の野生動物学者はこの鳥を根絶しようとしている。詳しくはPurple Swamphens in North America（英語）を参考のこと。